# Portrait of an American Family
Portrait of an American Family é o álbum de estreia da banda de metal industrial Marilyn Manson, lançado em 1994 e com Trent Reznor como co-produtor.
Na capa deste trabalho há uma foto de uma paródia a uma família americana feita de massinha. No encarte do disco há fotos da banda e letras das canções. Seus singles eram as faixas "Get Your Gunn","Dope Hat" e "Lunchbox". Já neste trabalho Manson foi censurado, por causa das letras e de fotos no encarte como uma do artista ainda criança nu.

## Faixas
Todas as letras escritas por Marilyn Manson, à excepção das faixas 1, por Manson e Roald Dahl, e 12 por Marilyn Manson e Charles Manson (não creditado).
| Portrait of an American Family |                             |         |  |
| N.º                            | Título                      | Duração |  |
| 1.                             | "Prelude (The Family Trip)" | 1:20    |  |
| 2.                             | "Cake and Sodomy"           | 3:46    |  |
| 3.                             | "Lunchbox"                  | 4:32    |  |
| 4.                             | "Organ Grinder"             | 4:22    |  |
| 5.                             | "Cyclops"                   | 3:32    |  |
| 6.                             | "Dope Hat"                  | 4:18    |  |
| 7.                             | "Get Your Gunn"             | 3:18    |  |
| 8.                             | "Wrapped in Plastic"        | 5:35    |  |
| 9.                             | "Dogma"                     | 3:22    |  |
| 10.                            | "Sweet Tooth"               | 5:03    |  |
| 11.                            | "Snake Eyes and Sissies"    | 4:07    |  |
| 12.                            | "My Monkey"                 | 4:29    |  |
| 13.                            | "Misery Machine" ()         | 13:08   |  |
| Duração total:                 | Duração total:              | 60:52   |  |

## Créditos
Créditos retirados de AllMusic e notas no álbum Portrait of an American Family:
- Marilyn Manson – voz, metais, loops, produção, adaptação lírica, composição musical, artwork, logo (creditado como "acusações, manipulações infantis, backmasking, polaroides, família de bonecos, desenho do album")
- Daisy Berkowitz – guitarra principal, ritmo, guitarras acústica e wah-wah, composição musical (creditado como "guitarras psicoacústicas")
- Gidget Gein – baixo e composição musical
- Madonna Wayne Gacy – teclados, calíope, órgão Hammond, theremin, saxofone, efeitos sonoros, loops, composição musical (creditado como "órgão Hammond organ, theremin, saxofone, caliopénis, metais, bébés, muzeta distorcida, loops, Maria, a pobre secção de metais de pote de torta")
- Sara Lee Lucas – bateria e efeitos sonoros (creditado como "batendo")

## Críticas
| Críticas profissionais        | Críticas profissionais |
| Avaliações da crítica         | Avaliações da crítica  |
| Fonte                         | Avaliação              |
| ----------------------------- | ---------------------- |
| AllMusic                      | [ 12 ]                 |
| Encyclopedia of Popular Music | [ 13 ]                 |
| MusicHound Rock               | [ 14 ]                 |
| Rolling Stone                 | [ 15 ]                 |

O album recebeu maioritariamente reacções positivas.
Stephen Thomas Erlewine do AllMusic disse que "Por detrás de todo o choque campal, há sinais do olho infalível pelo ultraje genuíno e talento musical, principalmente no trio de 'Cake and Sodomy', 'Lunchbox', e 'Dope Hat'."
Rolling Stone foi negativa, dizendo que o album não era a "crítica cultural afiada da América que gostavam que fosse. A maioria do disco parece-se a um filme de terror de baixo custo." A publicação revisitou a sua opinião do disco mais tarde: ele foi incuído com o número 68 na sua lista de 2017 de Os 100 Melhores Albuns de Metal de Todo o Tempo.
A Guitar World classificou o álbum como número treze na sua lista de 50 Álbuns Icónicos Que Definiram 1993, ainda que também tenham colocado "Cyclops" no número 47 da sua lista de 100 Piores Solos de Guitarra.